# Stațiunea de Cercetare Dezvoltare pentru Viticultură și Vinificație Blaj
Stațiunea de Cercetare Dezvoltare pentru Viticultură și Vinificație Blaj este o unitate de cercetare fundamentală și aplicată în domeniul viticulturii și vinificației subordonată Institutului de Cercetare-Dezvoltare pentru Viticultură și Vinificație Valea Calugărească, singurul institut de cercetare-dezvoltare agricolă în domeniul viticulturii al Academiei de Științe Agricole și Silvice „Gheorghe Ionescu-Șișești”.

## Istoric
Stațiunea de Cercetare-Dezvoltare pentru Viticultură și Vinificație Blaj este continuatoarea activităților desfășurate în numeroase structuri de cercetare-dezvoltare, începând cu anul 1946. În acest an a fost înființată Stațiunea experimentală viticolă Crăciunelul de Jos, în subordinea Institutului de Cercetări Agricole al României, cu o suprafață de 70 ha, suprafață ce s-a mărit la 196 ha în 1951. În 1959 stațiunea trece în subordinea Institutului de Cercetări Horti-Viticole, în plus de sectorul viticol activitatea lărgindu-se în sectoarele pomicol și legumicol. Această diversificare a fost marcată și prin schimbarea numelui stațiunii, acesta devenind Stațiune experimentală horti-viticolă.
În anul 1960, sediul stațiunii s-a mutat la Blaj, iar în anul următor activitatea acesteia s-a lărgit prin includerea Grupului Scolar Agricol Blaj și a Pepinierei viticole Agrosem, suprafața totală crescând la 791 ha.
În 1967, Stațiunea Blaj a fost trecută în coordonarea științifică a Institutului de Cercetări pentru Viticultură și Vinificație Valea Călugărească, activitatea restrângându-se numai la profilul viti-vinicol.